# Fortaleza Eben-Emael
A Fortaleza Eben-Emael (em francês: Fort d'Ében-Émael) é uma fortaleza belga actualmente desactivada, localizada entre as cidades de Liège e Maastricht, próxima entre a fronteira da Bélgica com a Holanda, numa das margens do Canal Alberto. Foi construída para defender a Bélgica de um possível ataque alemão. Construída entre 1931 e 1935, tinha a reputação de ser impenetrável e, na época, a maior do seu género no mundo.

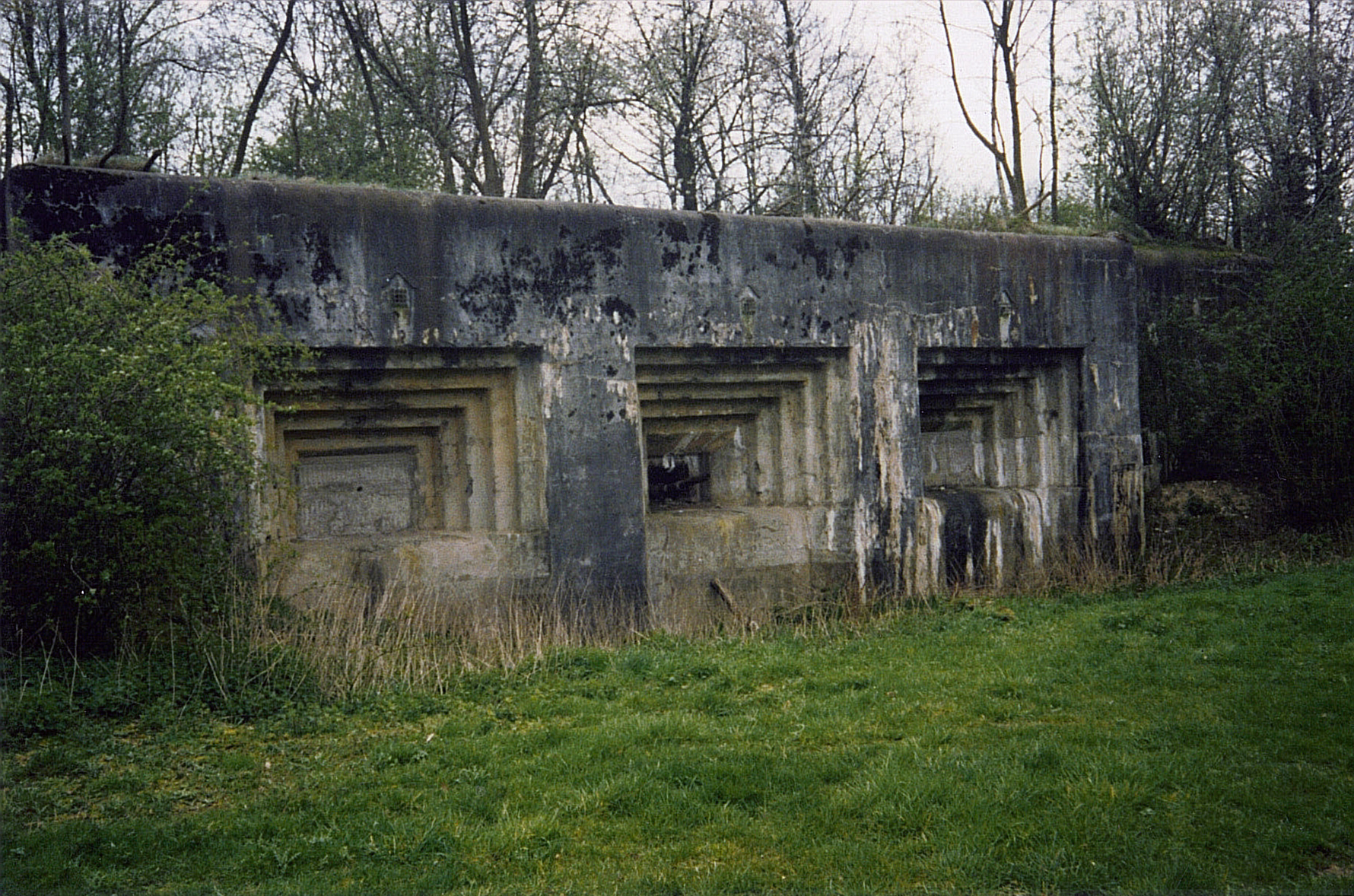
Uma das antigas casamatas que protegiam a fortaleza.

Quando se deu o ataque alemão contra a fortaleza, através de tropas paraquedistas, no dia 10 de Maio de 1940, a até então "fortaleza impenetrável" resistiu durante pouco mais de 24 horas, tendo-se rendido e os seus militares feitos prisioneiros. As suas peças de artilharia, aliás, foram capturadas ou neutralizadas em apenas 15 minutos. Este acontecimento abriu caminho para as forças alemãs continuarem o seu caminho pela Bélgica, Holanda, e consequentemente até ao norte de França.
Apesar de a fortaleza ainda ser propriedade do Exército da Bélgica, não tem qualquer tipo de função militar, servindo apenas como museu e ponto turístico.